# Dendrocerus ciuthan
Dendrocerus ciuthan är en stekelart som beskrevs av Paul Dessart 1994. Dendrocerus ciuthan ingår i släktet Dendrocerus och familjen trefåresteklar. Inga underarter finns listade i Catalogue of Life.